# Fraisses
Fraisses is een gemeente in het Franse departement Loire (regio Auvergne-Rhône-Alpes). De plaats maakt deel uit van het arrondissement Saint-Étienne. Fraisses telde op 1 januari 2022 3.825 inwoners.

## Geografie
De oppervlakte van Fraisses bedroeg op 1 januari 2022 4,63 vierkante kilometer; de bevolkingsdichtheid was toen 826,1 inwoners per km².

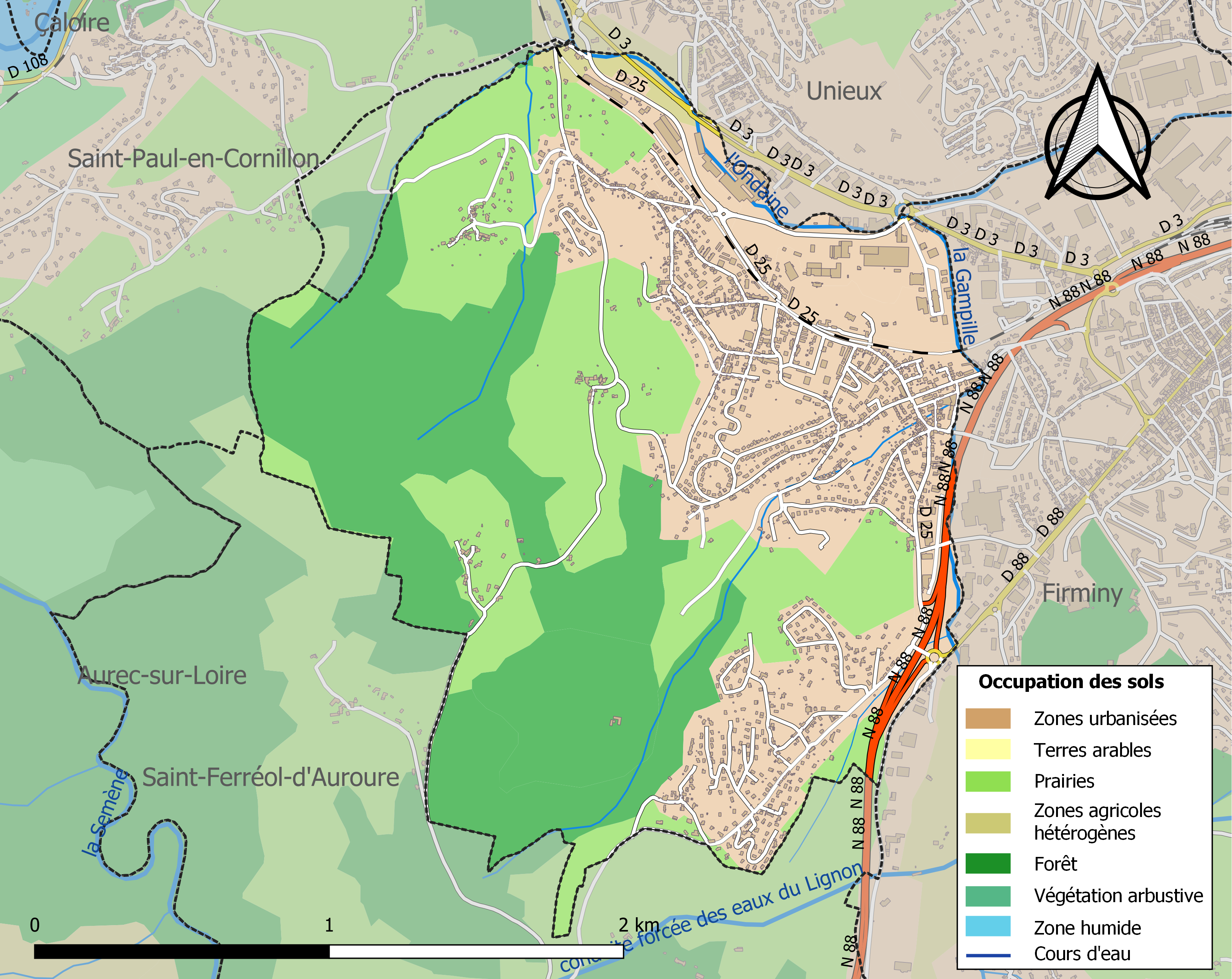
Kaart van de gemeente met de belangrijkste infrastructuur, bodemgebruik en omliggende gemeenten

## Demografie
Onderstaande figuur toont het verloop van het inwonertal (bron: INSEE-tellingen).